# 福爾摩沙極限鐵人三項
福爾摩沙極限鐵人三項（英語：Xtreme triathlon，簡稱FXT），是中華民國臺灣省花蓮縣舉辦的極限鐵人三項比賽，由WayPoint鐵人工廠於2020年創辦。FXT為世界極限鐵人三項聯盟（XTRI）13場巡迴賽之一，男女子組前兩名可獲得Norseman極限鐵人三項的參賽資格。
FXT的總距離為227.2公里。在秀姑巒溪進行3.8公里的公開水域游泳後，沿台11線騎行180公里至新白楊，最終進行43.4公里的超級馬拉松至合歡主峰，賽道總爬升達6895公尺，是亚太地区最艱困的極限鐵人三項比賽。
大會紀錄，目前男子組為吳承泰的12小時46分22秒，女子組為陳俐妘的14小時56分09秒。

## 比賽結果
| 大會紀錄 |

| 屆次        | 名次 | 運動員             | 運動員         | 運動員             | 運動員         |
| 屆次        | 名次 | 男                 | 完賽時間       | 女                 | 完賽時間       |
| ----------- | ---- | ------------------ | -------------- | ------------------ | -------------- |
| 1（2020年） | 金牌 | 許仁茂（中華臺北） | 13小時45分50秒 | 從缺               | 不適用         |
| 1（2020年） | 銀牌 | 謝昇諺（中華臺北） | 13小時56分51秒 | 從缺               | 不適用         |
| 1（2020年） | 銅牌 | 范永奕（中華臺北） | 14小時09分22秒 | 從缺               | 不適用         |
|             |      |                    |                |                    |                |
| 2（2021年） | 金牌 | 范永奕（中華臺北） | 12小時59分31秒 | 從缺               | 不適用         |
| 2（2021年） | 銀牌 | 謝昇諺（中華臺北） | 13小時08分42秒 | 從缺               | 不適用         |
| 2（2021年） | 銅牌 | 吳承泰（中華臺北） | 13小時42分59秒 | 從缺               | 不適用         |
|             |      |                    |                |                    |                |
| 3（2022年） | 金牌 | 吳承泰（中華臺北） | 12小時58分39秒 | 從缺               | 不適用         |
| 3（2022年） | 銀牌 | 許仁茂（中華臺北） | 13小時14分33秒 | 從缺               | 不適用         |
| 3（2022年） | 銅牌 | 謝昇諺（中華臺北） | 13小時37分00秒 | 從缺               | 不適用         |
|             |      |                    |                |                    |                |
| 4（2023年） | 金牌 | 吳承泰（中華臺北） | 12小時46分22秒 | 陳俐妘（中華臺北） | 14小時56分09秒 |
| 4（2023年） | 銀牌 | 謝昇諺（中華臺北） | 13小時12分10秒 | 許靜怡（中華臺北） | 18小時16分26秒 |
| 4（2023年） | 銅牌 | 許仁茂（中華臺北） | 13小時46分50秒 | 吳依玫（中華臺北） | 18小時28分39秒 |

## 資料來源
1. ↑  Cathy Hsiao. . GQ. 2021-10-18  [2023-11-17]. （原始内容存档于2023-11-17）.
2. ↑  趴趴牛. . don1don. 2022-12-05  [2023-11-17]. （原始内容存档于2023-11-17）.
3. ↑  . 運動星球. 2022-11-28  [2023-11-17]. （原始内容存档于2023-11-17）.
4. ↑  李吳菊. . 運動筆記. 2023-11-21  [2024-05-17]. （原始内容存档于2024-05-17）.

## 外部連結
- 官方網站 （页面存档备份，存于）
- 福爾摩沙極限鐵人三項的Facebook專頁
- 福爾摩沙極限鐵人三項的Instagram帳戶